# Miguel Ángel Félix Gallardo
Miguel Ángel Félix Gallardo detto El Padrino o El Jefe de Jefes (Culiacán, 8 gennaio 1946) è un criminale messicano, fondatore del cartello di Guadalajara e capo incontrastato del narcotraffico messicano negli anni ottanta.
Ex poliziotto statale, Félix Gallardo creò l'organizzazione criminale più potente del Messico, che egemonizzò il traffico di droga in tutto il paese e soprattutto alla frontiera con gli Stati Uniti. Negli anni ottanta Gallardo controllò praticamente tutto il commercio illegale di stupefacenti sul territorio messicano, sicuramente anche grazie alla protezione dei più alti livelli della politica e degli apparati di sicurezza nazionali. In particolare, il cartello fu appoggiato dalla Dirección Federal de Seguridad, l'ex intelligence messicana, e perfino dalla CIA, che considerava Gallardo un collaboratore per il supporto logistico-finanziario dato ai Contras in Nicaragua.
L'organizzazione di Gallardo fu anche la prima in Messico a collaborare strettamente con i cartelli colombiani, soprattutto grazie al narcotrafficante honduregno Juan Matta-Ballesteros, anch'egli collaboratore della CIA e sostenitore dei Contras. Gallardo, Ballestreros, e Santiago Ocampo del cartello di Cali, gestirono tra Colombia e Stati Uniti il traffico di cocaina più vasto del mondo, senza rivali di rilievo.
Gallardo fu arrestato nel 1989 per l'omicidio dell'agente della DEA Enrique Camarena per cui fu condannato a scontare una pena detentiva di 40 anni nel carcere di massima sicurezza noto come Altiplano. Dopo essere passato a una prigione di media sicurezza nel 2014, dal 2022 è agli arresti domiciliari.

## Biografia

### Primi anni e carriera nella polizia
Miguel Ángel Félix Gallardo nacque nel 1946 alla periferia di Culiacán, capitale dello stato messicano di Sinaloa. Entrò nella polizia statale di Sinaloa e negli anni acquisì una grande esperienza nella lotta al contrabbando e al traffico di droga. Divenne anche guardia del corpo del governatore dello stato di Sinaloa, Leopoldo Sanchez Celis, i cui contatti politici sarebbero in seguito stati sfruttati da Gallardo per contribuire alla costruzione del suo impero del narcotraffico.
Gallardo fu anche il padrino del figlio di Celis Rodolfo. Sua nipote è Sandra Ávila Beltrán, ex membro del Cartello di Sinaloa.

### Carriera criminale e connessione con i cartelli colombiani
Nel 1980 Gallardo decise di lasciare la polizia e dedicarsi al narcotraffico, federando tra di loro i principali trafficanti messicani, all'epoca deboli e divisi. Gallardo fondò così il cartello di Guadalajara, il primo cartello messicano, organizzazione che in brevissimo tempo arrivò a dominare le attività illecite legate agli stupefacenti. Gallardo ne fu fin dall'inizio la guida indiscussa, ed ebbe come principali collaboratori Rafael Caro Quintero ed Ernesto Fonseca Carrillo.
Per il successo di questa rete criminale fu decisivo il contatto con i trafficanti colombiani, all'epoca molto più temibili e violenti. Infatti, negli anni ottanta, in Florida furono molto inasprite le misure di contrasto all'ingresso della droga, e così i cartelli colombiani decisero di far entrare gli stupefacenti negli Stati Uniti facendoli passare per il Messico. Gallardo riuscì ad avere l'esclusiva sul trasporto mettendosi in contatto con i colombiani per il tramite del trafficante honduregno Juan Matta-Ballesteros. Quest'ultimo presentò il padrino messicano a José Gonzalo Rodríguez Gacha (chiamato appunto El Mexicano), uno dei capi del Cartello di Medellín, che fece da tramite tra i narcos colombiani e messicani.
Oggetto del trasporto furono eroina, marijuana, e soprattutto cocaina. Inizialmente i pagamenti avvenivano in contanti, poi su richiesta di Gallardo furono convertiti in merce: ai messicani sarebbe spettato il 50% della cocaina trasportata. In questo modo i narcotrafficanti di Guadalajara da semplici trasportatori di droga negli Stati Uniti divennero distributori, il che aumentò molto i profitti, che raggiungevano circa i 5 miliardi di dollari annui. Incominciò in questo modo il rafforzamento dei narcos messicani a danno di quelli colombiani, progressivamente ridottisi a meri produttori; un vero rovesciamento dei rapporti di forza che si è tuttavia completato solo molto dopo, alla fine degli anni novanta.
Per tutti gli anni ottanta, il cartello di Guadalajara guidato da Félix Gallardo ebbe il completo monopolio del narcotraffico messicano.

### Appoggi istituzionali
Il dominio assoluto e incontrastato che il cartello esercitò sul traffico di droga all'interno del Messico non fu dovuto solo all'abile gestione dei rapporti con i produttori colombiani, ma anche alla protezione ottenuta dalle istituzioni locali e federali messicane. Infatti anche grazie al suo passato di poliziotto, Félix Gallardo dispose di una fittissima rete di contatti nella politica e nelle forze di sicurezza, che seppe adeguatamente sfruttare.
Con il ricorso vastissimo e sistematico alla corruzione, il cartello si guadagnò la compiacenza di sindaci, governatori, esercito e forze di polizia locali e federali. Il pagamento di tangenti divenne pratica abituale, e rilevante per il successo delle operazioni di trasporto.
Tuttavia, si ritiene che l'organizzazione criminale riuscì a prosperare soprattutto per l'appoggio della Dirección Federal de Seguridad, i servizi segreti messicani dell'epoca, guidati dal 1978 al 1982 da Miguel Nazar Haro. Quest'ultimo, strettamente legato alla CIA, chiuse un occhio sulle attività dei narcos in virtù del sostegno dato dal cartello ai Contras, la guerriglia anti sandinista del Nicaragua. Infatti Félix Gallardo passò agli insorti una quantità significativa di soldi e armi. Secondo Werner Lotz, suo pilota personale, El Padrino una volta lasciò 150 000 dollari in contanti ad un gruppo di Contras, e spesso si vantava di contrabbandare loro armi. Pure Juan Matta-Ballesteros, l'uomo di collegamento con i colombiani, era in contatti con la CIA e forniva supporto ai guerriglieri nicaraguensi.
Numerose agenzie federali statunitensi, tra cui la CIA e la DEA (Drug Enforcement Administration, agenzia federale antidroga USA), erano a conoscenza delle attività di Gallardo, ma a questi fu inizialmente data protezione per il contributo dato ai Contras.

### Omicidio di Enrique Camarena
Un agente sotto copertura della DEA, Enrique Camarena, riuscì a infiltrarsi nel cartello fino a divenire personalmente vicino a Gallardo e ancor più al suo braccio destro Rafael Caro Quintero. Grazie alle informazioni di Camarena, il 6 novembre 1984, 450 soldati dell'esercito messicano, paracadutati da elicotteri, irruppero a El Búfalo, uno sterminato campo di coltivazione di marijuana di oltre 1 000 ettari, che impiegava migliaia di contadini. La tenuta, situata nello stato di Chihuahua, produceva marijuana per 8.1 miliardi di dollari all'anno. Tra l'altro, l'esistenza stessa di questa enorme piantagione mise a nudo la corruzione governativa, poiché ne erano a conoscenza politici, poliziotti e militari, tutti pagati dal cartello. Camarena evidenziò così le connessioni che all'interno del Messico avevano permesso agli uomini di El Padrino di acquisire un così grande potere criminale, in particolare i legami con il PRI, il Partito Rivoluzionario Istituzionale, allora al governo federale.
Gallardo e i suoi luogotenenti si misero subito alla ricerca della talpa. Alcuni poliziotti messicani, che erano al corrente dell'operazione della DEA, denunciarono al cartello Camarena, che si era finto un poliziotto corrotto al soldo del cartello, e aveva così guadagnato la massima fiducia del Padrino e specialmente di Caro Quintero, che proprio fidandosi di lui gli aveva mostrato la piantagione di El Búfalo.
Gallardo ordinò il rapimento di Camarena, effettuato il 7 febbraio 1985 da cinque poliziotti corrotti di Jalisco; poco dopo fu rapito anche Alfredo Zavala Avelar, elicotterista personale dell'agente della DEA. Entrambi furono portati in un podere di Gallardo e brutalmente torturati per due giorni. Il 9 febbraio entrambi furono uccisi e i loro corpi furono rinvenuti un mese dopo in una zona rurale presso La Angostura, villaggio nello stato di Michoacán.
In risposta la DEA lanciò una vasta indagine per omicidio, l'Operazione Leyenda, per fare luce sull'accaduto e arrestare i mandanti dell'assassinio di Camarena. Le indagini permisero di scoprire il coinvolgimento della polizia messicana nel sequestro e di identificarne i mandanti in Félix Gallardo e i suoi più potenti collaboratori, Rafael Caro Quintero ed Ernesto Fonseca Carrillo. Dietro forti pressioni USA, gli ultimi due furono arrestati già nell'aprile 1985, mentre Gallardo rimase in libertà grazie ai suoi persistenti appoggi politici.
L'omicidio di Camarena scosse l'opinione pubblica statunitense e non solo, sensibilizzandola al problema del narcotraffico, e rese Félix Gallardo noto a livello internazionale; fino ad allora il Padrino era riuscito a non farsi notare troppo, conducendo una vita sobria, il che aveva contribuito alla crescita dei suoi affari illeciti.

### Divisione del territorio
Dopo l'offensiva della DEA Gallardo mantenne un basso profilo, e nel 1987 si trasferì con la famiglia a Guadalajara.
Il Padrino decise di suddividere tra vari cartelli il commercio di droga, fino ad allora monopolizzato da lui, per rendere il narcotraffico più efficiente ed evitare che potesse essere abbattuto dalle forze dell'ordine in un sol colpo. Nacquero così numerosi cartelli, molti dei quali ancora oggi esistenti, ognuno dei quali avrebbe gestito la propria plaza, cioè il territorio, corrispondente a una rotta del trasporto di droga negli USA. La divisione fu effettuata nel 1989 in una casa di Acapulco, dove il Padrino aveva convocato i suoi narcos più potenti.
La rotta di Tijuana, corrispondente agli Stati nordoccidentali di Bassa California e Bassa California del Sud, fu assegnata ai fratelli Arellano Félix, nipoti di Gallardo, divenuti così capi dell'attuale Cartello di Tijuana.
La plaza di Ciudad Juárez fu assegnata invece alla famiglia Carrillo Fuentes, imparentata con Ernesto Fonseca Carrillo: nacque il Cartello di Juárez.
Miguel Caro Quintero, fratello di Rafael, fu scelto come capo del Cartello di Sonora, oggi confluito in quello di Sinaloa.
Il controllo della rotta di Matamoros, comprendente il Tamaulipas e gli altri Stati orientali, fu data a Juan García Abrego, diventato quindi leader del Cartello del Golfo, ancora adesso presente nell'area.
Le coste del Pacifico invece spettarono a Joaquín Guzmán e Ismael Zambada García: in questo modo fu fondato il Cartello di Sinaloa, forse attualmente la più potente organizzazione criminale del mondo.

### Arresto
Félix Gallardo fu arrestato l'8 aprile 1989. Fu accusato dalla magistratura messicana e da quella statunitense del rapimento e dell'omicidio di Enrique Camarena, di estorsione, traffico di stupefacenti e numerosi reati violenti.
Secondo le autorità federali statunitensi, da latitante Gallardo avrebbe trascorso del tempo come ospite del governatore di Sinaloa Antonio Toledo Corro, il quale negò. Interrogato sui suoi legami con il Padrino, il governatore disse di non aver saputo che ci fosse un mandato d'arresto nei suoi confronti. L'arresto di Gallardo fu l'ennesima dimostrazione della diffusissima corruzione nella politica e nella polizia messicane. Nei giorni del suo arresto, sotto la pressione dei media, molti comandanti di polizia furono arrestati e circa 90 poliziotti disertarono, specie nello stato di Sinaloa. Nessun politico fu formalmente accusato.

### Carcerazione
Félix Gallardo è stato inizialmente condannato a 40 anni di carcere. Dopo aver scontato 28 anni, un nuovo processo del 2017 lo ha condannato ad altri 37 anni.
All'inizio della sua carcerazione, Félix Gallardo riusciva a controllare la sua organizzazione tramite telefono cellulare, rimanendo così uno dei principali trafficanti messicani. Dopo il suo arresto, Félix Gallardo decise di spartire il commercio che controllava per renderlo più efficiente e più difficile da abbattere per le forze dell'ordine. Félix Gallardo incaricò il suo avvocato di riunire i narcotrafficanti più importanti della nazione nel 1989 in una casa nella località turistica di Acapulco, dove designò le piazze (plaza) o territori.
Il percorso di Tijuana sarebbe andato ai suoi nipoti, i fratelli Arellano Felix. Il percorso di Ciudad Juárez sarebbe andato alla famiglia Carrillo Fuentes. Miguel Caro Quintero avrebbe gestito il corridoio di Sonora. A Joaquín Guzmán Loera e Héctor Luis Palma Salazar sono state lasciate le operazioni sulla costa del Pacifico; Ismael Zambada García si unì a questi ultimi poco dopo, fondando così il cartello di Sinaloa, che non partecipò al patto del 1989. Félix Gallardo perse il controllo sull'organizzazione quando fu trasferito a una prigione di massima sicurezza nel 1993.
Con la vecchiaia, Gallardo ha lamentato le dure condizioni di vita a cui era sottoposto in carcere. Affermò di soffrire di vertigini e di sordità, di aver perso un occhio e di avere problemi circolatori. Viveva in una cella di 2,40 x 4,40 metri, dalla quale non è autorizzato a uscire neanche per l'ora d'aria. Nel marzo 2013 l'ex narcotrafficante ha intentato una causa per poter scontare la sua pena agli arresti domiciliari da quando avrebbe compiuto 70 anni, l'8 gennaio 2016. Il 29 aprile 2014, una corte federale messicana negò la petizione di Félix Gallardo di essere trasferito a una prigione di media sicurezza. Il trasferimento a una prigione di media sicurezza di Guadalajara fu approvato dalle autorità federale il 18 dicembre seguente, per via della sua salute precaria.
Il 20 febbraio 2019, una corte di Città del Messico rifiutò la richiesta di poter scontare la rimanente pena in detenzione domiciliare, sostenendo che la difesa dell'imputato non avesse portato una quantità di prove sufficienti a prova del fatto che i problemi di salute ponessero la sua vita a rischio.
Gli arresti domiciliari furono concessi il 12 settembre 2022, e il trasferimento organizzato per il giorno seguente. Il presidente messicano Andrés Manuel López Obrador rilasciò un comunicato circa questo trasferimento: «Non voglio che nessuno soffra. Non voglio che nessuno sia in carcere».

## Nella cultura popolare
Félix Gallardo è il protagonista della serie televisiva Netflix Narcos: Mexico, in cui è interpretato da Diego Luna.